# 多裂亚菊
多裂亚菊（学名：Ajania tripinnatisecta）是菊科亚菊属的植物，是中国的特有植物。分布于中国大陆的四川等地，生长于海拔3,250米的地区，多生于山坡，目前尚未由人工引种栽培。